# Mount Thomas
Mount Thomas är ett berg i Antarktis. Det ligger i Östantarktis. Australien gör anspråk på området. Toppen på Mount Thomas är 1 855 meter över havet.
Terrängen runt Mount Thomas är huvudsakligen en högslätt. Trakten är obefolkad. Det finns inga samhällen i närheten.